# Łaptiew Łog
Łaptiew Łog (ros. Лаптев Лог) – wieś (sieło) w Rosji, w Kraju Ałtajskim, w rejonie ugłowskim. W 2010 liczyła 809 mieszkańców.